# 런던 가제트
런던 가제트(The London Gazette)는 영국 정부에 의해 공식적으로 발행되는 관보이다. 영국에서 일정한 법적 고지를 해야 하는 경우 발행이 필요한 공식 신문 중에서 가장 중요한 존재이다. 1665년 11월 7일에 ‘옥스포드 가제트’로 창간했다. 현재도 발행되고 있으며, 영국에서 발행되고 있는 가장 오래된 신문이다. 〈스탬포드 머큐리〉와 〈버로우즈 우스터 저널〉이 가장 오래된 신문이라는 주장도 있지만, 이것은 런던 가제트가 일반적인 뉴스 보도를 하는 기존의 신문이 아니라는 것에서 기인하고 있다. 이 두 종의 발행 부수는 많지 않다.
영국 정부 내에 존재하는 공식 신문은 이 밖에 〈에딘버러 가제트〉(The Edinburgh Gazette), 〈벨파스트 가제트〉(The Belfast Gazette)가 있지만, 런던 가제트가 다루고 있는 국가 전체를 다룬 기사를 재편집 한 것을 제외하고 각각 스코틀랜드와 북아일랜드에서 발췌하여 발행하는 신문이다.
한편, 런던 가제트는 국내 전체를 대상으로 한 공지뿐만 아니라, 특히 잉글랜드와 웨일즈의 사물이나 사람에 대한 공지도 취급하고 있다. 그러나 스코틀랜드와 북아일랜드에 국한된 특정한 공지조차도 런던 가제트에 게재해야 한다.
런던, 에딘버러, 벨파스트 각각의 관보는 영국 인쇄청을 대신하여 영국 출판국이 발행하고, 국왕이 저작권(Crown copyright)을 가지게 된다.

## 역사

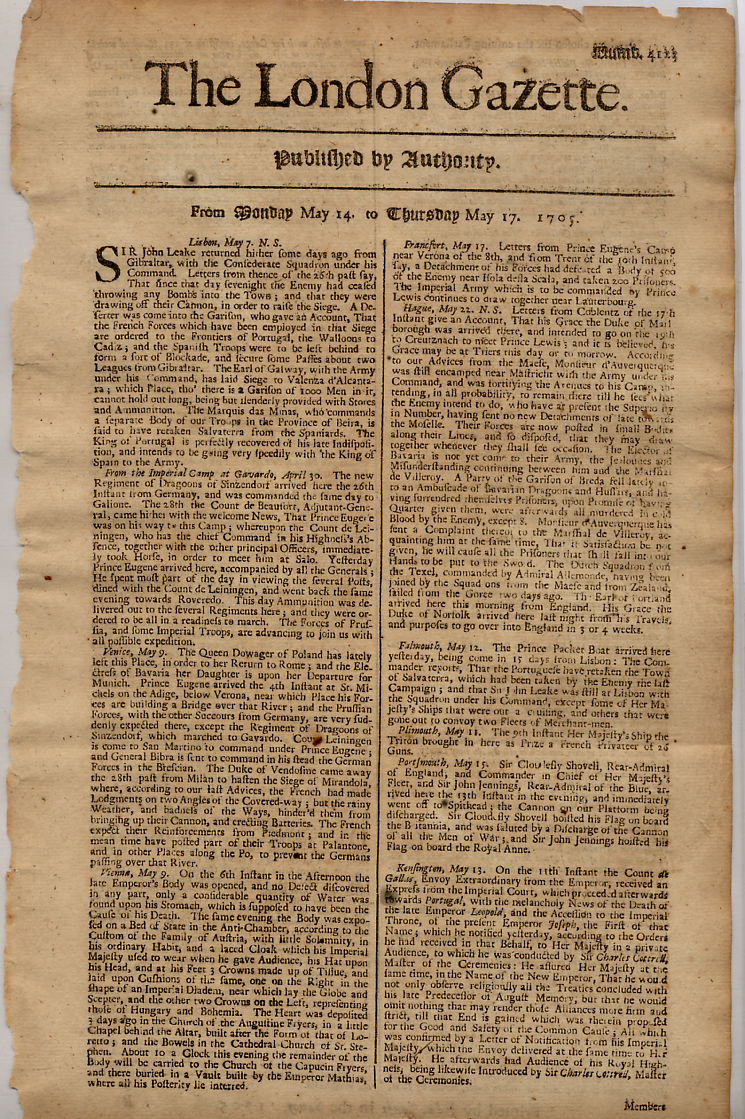
The London Gazette, 1705년 5월 14일~18일자, 카브리타 포인트 전투 이후 지브롤터에서 돌아온 존 리크에 대한 기사를 다루고 있다

1665년 11월 7일, 〈옥스포드 가제트〉(The Oxford Gazette)로 창간했다. 찰스 2세와 왕실은 런던 대역병에서 벗어나기 위해 옥스포드로 이동했지만, 신하들은 감염을 두려워 런던에서 발행되는 신문을 읽기는커녕 만지는 것조차 주저하고 있었다. 에 따르면 가제트는 ‘관계 기관’에 의해 발행되었으며, 창간호는 새뮤얼 피프스가 자신의 일기에서 언급하고 있다. 전염병이 끝나 왕이 런던으로 돌아왔을 때는 가제트도 같이 이전하여, 1666년 2월 5일에 〈런던 가제트〉(The London Gazette)(제24호 표기)라는 종이 신문 형태로 최초로 발행되었다. 가제트는 현대의 기준으로 말하면 신문이 아니라 구독 계약자에게 발송되는 형태로 일반인에게 판매되지 않는다.
1889년, ‘왕실인쇄청’(Her Majesty's Stationery Office)이 가제트의 발행 임무를 인계받았다. 1990년대 왕실 인쇄청이 매각되어 ‘인쇄국’(The Stationery Office, 약칭 TSO)으로 이름을 바꾸면서 관보의 발행은 왕실이 주관하는 사기업으로 이전되었다.

## 가제티드(Gazetted)
전쟁 중, 여러 분쟁 지역에 파견된 특파원들은 런던 가제트에 게재된다. 게재된 특파원은 게재된 파견인(Mentioned in dispatches, 약칭 MiD)으로 칭해진다. 군인이 승진을 하면, 그러한 사항들이 이곳에 게재되며, 그런 사람들들이 가제티드(gazetted, 게재)되었다고 언급된다.
가제티드(gazetted 또는 in the gazette)는 종종 파산의 공표된 공식 통지를 의미하기도 한다. 1772년 멍청한 소작농과 1822년의 사치스런 짜가 상류 계급 농민을 비교한 이전 10행의 시와 같은 예가 있다.

남자는 받을 갈고 (Man to the plough)
아내는 소를 키우고 (Wife to the cow)
딸은 물레질 하고 (Girl to the yarn)
아들은 축사일 하네 (Boy to the barn)
그래야 소작료를 낼 수 있다네 (And your rent will be netted)
남자는 에헴하고 (Man tally-ho)
딸은 피아노치고 (Miss piano)
아내는 실크와 새틴 걸치고 (Wife silk and satin)
아들은 그리스어와 라틴어하고 (Boy Greek and Latin)
그리고 당신들은 모두 관보 게재 (And you’ll all be Gazetted)

또한 ‘관보 게재된 재산 헌터’(gazetted fortune hunter)는 앞으로 파생된 문구일 가능성이 있다. 약혼이나 결혼을 통지할 때도 한때 관보에 게재한 적이 있었다.

## 현재
런던 가제트는 일반 공휴일을 제외한 평일에 게시되어 있으며, 다음과 같은 알림이 게재되는 경우가 많다 :
- 영국 의회와 스코틀랜드 의회 법안에 국왕의 재가에 의한 승낙
- 하원에서 결원이 나왔을 때 선거 고지의 발행
- 특정 공직의 임명
- 군과 이후 장교 승진에 대한 위임
- 기업과 개인의 파산
- 서훈과 휘장 수여
- 문장의 개명
- 왕실 칙령과 기타 선언

영국인쇄청은 모든 호를 디지털화하고 온라인 공개하고 있다.

공식 관보는 ‘출판국’(The Stationery Office)이 발행하고 있고, 파산 통지를 제외하고 XML (이메일이나 FTP로 전송)과 아톰 피드를 통한 XML/RDFa를 포함한 여러 기계 판독 형식으로 공개 있다.